# Назаров, Сергей Александрович
Сергей Александрович Назаров (род. 29 мая 1953 года) — российский учёный, доктор физико-математических наук.

## Биография
Окончил физико-математический факультет ЛГУ в 1975 году, а затем аспирантуру в 1978 году. Защитил кандидатскую диссертацию по теме «Асимптотика по малому параметру решения эллиптической краевой задачи в области с конической точкой».
Доктор физико-математических наук по специальности «Механика деформируемого твердого тела» — 1986, диссертация — «Сингулярно возмущенные задачи теории упругости».
Основное место работы — Институт проблем машиноведения РАН, Санкт-Петербург. Научно-преподавательская деятельность по совместительству (профессор):
- Linköping University, Department of Mathematics
- Санкт-Петербургский политехнический университет Петра Великого
- Санкт-Петербургский государственный университет, математико-механический факультет
- Государственная морская академия им. адмирала С. О. Макарова, Санкт-Петербург (зав. кафедрой)
- Электротехнический институт инженеров связи

Также сотрудничает с Санкт-Петербургским отделением Математического института им. В. А. Стеклова РАН и НИИ математики и механики имени академика В. И. Смирнова Санкт-Петербургского государственного университета.

## Публикации
- «Сингулярно возмущенные задачи теории упругости»: Ленинград, 1985. - 441 с. : ил.
- Maz’ya V.G., Nazarov S.A., Plamenevskii B.A. Asymptotics of solutions to elliptic boundary-value problems under a singular perturbation of the domain. Tbilisi: Tbilisi Univ. 1981. 208 p. (Russian)
- Введение в асимптотические методы теории упругости: Учеб. пособие / С. А. Назаров. - Л. : ЛГУ, 1983. - 117 с. : ил.; 19 см.
- Дискретные задачи и осреднение в задачах теории упругости: Учеб. пособие / С. А. Назаров, М. В. Паукшто. - Л. : ЛГУ, 1984. - 93 с. : ил.; 20 см.
- Асимптотические разложения собственных чисел: Учеб. пособие / С. А. Назаров; ЛГУ им. А. А. Жданова. - Л. : ЛГУ, 1987. - 109 с.; 20 см.
- Эллиптические задачи в областях с кусочно гладкой границей / С. А. Назаров, Б. А. Пламеневский. - М.: Наука, 1991. - 335,[1] с.; 22 см.; ISBN 5-02-014603-X (В пер.)
- Mazja W.G., Nazarov S.A., Plamenewski B.A. Asymptotische Theorie elliptischer Randwertaufgaben in singulär gestörten Gebieten. Bd. 1, 2. Berlin: Akademie-Verlag. 1991. 432 S, 319 S.
- Nazarov S.A., Plamenevsky B.A. Elliptic problems in domains with piecewise smooth boundaries. Berlin, New York: Walter de Gruyter. 1994. 525 p.
- Nazarov S.A., Kubenskii M.N. Mathematical textbook of methodics for university entrants. St.-Petersburg: Elmor, 1995. 40 p.
- Nazarov S.A., Volkova N.A., Novoselova G.V. For university entrants: problems on mathematical examinations. St.-Petersburg: Elmor, 1997. 64 p.
- Maz’ya V., Nazarov S., Plamenevskij B. Asymptotic theory of elliptic boundary value problems in singularly perturbed domains. Vol. 1, 2. Basel: Birkh¨auser Verlag, 2000. 435, 323 p.
- Асимптотическая теория тонких пластин и стержней / С.А. Назаров. - Новосибирск : Науч. кн., 2002 (Новосибирский полиграфический комбинат). - 26 см.; ISBN 5-88119-031-9 (в пер.) . 408 с.